# Ліквація гравітаційна
Ліквація гравітаційна — ліквація за висотою зливка, зумовлена відмінністю густин розплаву і різних твердих фаз, які кристалізуються з нього. За повільного охолодження кристаліти важчої від розплаву фази під час кристалізації опускаються вниз, а легшої — піднімаються вгору. Таким чином, верхня і нижня частина зливка відрізняються за фазовим складом. Таке розшарування зливка за фазовим складом неприпустиме, наприклад, для антифрикційних сплавів, якісна робота яких в парах тертя вимагає забезпечення оптимального сталого фазового складу.
Зменшити таку ліквацію можна перемішуванням розплаву, збільшенням швидкості його охолодження, або застосуванням космічної технології в умовах невагомості.